# 私のエレガンス
『私のエレガンス』（あたいのエレガンス）は、BSテレビ東京「土曜ドラマ9」で2022年4月2日から5月7日まで放送されたテレビドラマ。
元レディース総長のトラックドライバーが、自分の娘の通う小学校がセレブ校であることから、娘に肩身の狭い思いをさせたくないと一念発起し、エレガンスな女性に変身するまでを描くラブコメディー。主演は連続ドラマ初主演のファーストサマーウイカ。
本作品は、2014年に地上波のテレビ東京系で放送された『俺のダンディズム』の女性版であり、プロデューサーは同作品を手がけた濱谷晃一が務めている。

## キャスト

### 主要人物
薬師寺桃子（やくしじ ももこ）〈33〉
演 - ファーストサマーウイカ
主人公。シングルマザーのトラックドライバー。茨城最強の元レディース総長。
マダム・マリー
演 - 草刈民代
「サロン・ド・マリー」の女主人。
綾小路眞一（あやのこうじ しんいち）
演 - 吉沢悠
綾小路グループの最高経営責任者。10歳の息子を持つシングルファーザー。

### 桃子の関係者
薬師寺姫香流（やくしじ ひかる）
演 - 山崎杷子
桃子の娘。セレブな子供しかいない小学校に転校する。
朱美（あけみ）
演 - 奥村佳代
桃子のレディース時代の後輩。
楓（かえで）
演 - 金井成大
ヘアメイクのスペシャリスト。マダム・マリーのアシスタント。
謎の男
演 - 滝藤賢一
桃子の前に突如現れ、エレガンスの世界へと導く。
社長
演 -  ジジ・ぶぅ
桃子に仕事を発注してくれた社長。

### 翠明小学校
区立御三家と言われるセレブ小学校。
白鳥珠代（しらとり たまよ）
演 - 中山エミリ
同級生ママ。桃子の正体を疑っている。
倉持有希（くらもち ゆき）
演 - 橋本真実
同級生ママ。
綾小路透（あやのこうじ とおる）
演 - 山口太幹
綾小路眞一の息子。姫香流の同級生。姫香流たちを誕生会に招待してくれる。
白鳥エリカ（しらとり エリカ）
演 - 堀江美咲
白鳥珠代の娘。姫香流の同級生。
倉持ユメ（くらもち ユメ）
演 - 大貝瑠美華
倉持有希の娘。姫香流の同級生。
碇（いかり）
演 - 山中崇
姫香流の担任教師。
並木（なみき）
演 - 廣川三憲
教頭。

### 眞一の関係者
酒井金吾（さかい きんご）
演 - 村杉蝉之介
眞一の会社の専務。
千登勢（ちとせ）
演 - 田島令子
眞一の母親。
花園友梨奈（はなぞの ゆりな）
演 - 高橋ユウ
眞一の幼なじみ。フランス帰りの美女。

### ゲスト

#### 第4話
石清水尊
演 - 田中亨
イケメン。朱美がマッチングアプリで知り合った自称「医学部の学生」。

#### 第5話
ナンパ男
演 - 中村祐志

## スタッフ
- 脚本 - 本山久美子、大谷洋介
- 監督 - 松本佳奈、西海謙一郎
- 音楽 - 遠藤浩二
- 主題歌 - ファーストサマーウイカ「Open the Door」（Virgin Music / ユニバーサルミュージック）[4]
- プロデューサー - 濱谷晃一（テレビ東京）、田中智子（テレビ東京）、永井宏明（unit）、向井達矢（ラインバック）
- 制作 - BSテレ東、unit
- 制作協力 - ラインバック
- 製作著作 - 「私のエレガンス」製作委員会2022

## 放送日程
| 各話   | 放送日  | サブタイトル                    | 脚本                | 監督       |
| ------ | ------- | ------------------------------- | ------------------- | ---------- |
| 第1話  | 4月02日 | 元ヤンママと御曹司の恋!         | 本山久美子          | 松本佳奈   |
| 第2話  | 4月09日 | 元ヤンママ恋とエレガンスに迷走! | 本山久美子          | 西海謙一郎 |
| 第3話  | 4月16日 | ついに愛の告白!?                | 大谷洋介 本山久美子 | 西海謙一郎 |
| 第4話  | 4月23日 | 恋のライバル登場!?              | 大谷洋介 本山久美子 | 松本佳奈   |
| 第5話  | 4月30日 | 恋のピンチ!! 迫る卑劣な罠!      | 大谷洋介 本山久美子 | 松本佳奈   |
| 最終話 | 5月07日 | 破談!?……桃子が下した決断とは?   | 大谷洋介 本山久美子 | 松本佳奈   |